# United States Artists
United States Artists (USA) est une fondation à but non lucratif dont l'objectif est d'investir afin de permettre à des artistes de développer leur œuvre et de révéler leur existence à la société américaine.
Dotée, à sa création par les fondations Ford, Rockefeller, Prudential, et Rasmuson, elle recueille des dons privés qui lui permettent d'attribuer chaque année un prix, nommé USA Fellowships (Compagnon des Artistes des États-Unis), dont l'emploi ne fait l'objet d'aucune condition, de 50 000 dollars à 50 artistes.